# Semsales
Semsales é uma comuna da Suíça, no Cantão Friburgo, com cerca de 1.027 habitantes. Estende-se por uma área de 29,39 km², de densidade populacional de 35 hab/km². Confina com as seguintes comunas: Châtel-Saint-Denis, Gruyères, Haut-Intyamon, La Verrerie, Maracon (VD), Saint-Martin, Sâles, Vaulruz.
A língua oficial nesta comuna é o Francês.